# الملوية
المئذنة الملوية إحدى معالم العراق المميزة بسبب شكلها الفريد، فهي إحدى آثار العراق القديمة المشهورة. بنيت في الأصل منارة مئذنة للمسجد الجامع الذي أسسه المتوكل بالله العباسي عام 237 هـ في الجهة الغربية لمدينة سامراء بتصميم المعماري دليل بن يعقوب، والذي كان يعد في حينه من أكبر المساجد في العالم الإسلامي. المئذنة الملوية جاء اسمها من شكلها الإسطواني الحلزوني وهي مبنى من الطابوق الفخاري يبلغ ارتفاعه الكلي 52 مترا وتقع على بعد 27.25 مترا من الحائط الشمالي للمسجد، وترتكز على قاعدة مربعة ضلعها (33 م) وارتفاعها (3 م) يعلوها جزء إسطواني مكون من خمس طبقات تتناقص سعتها بالارتفاع يحيط بها من الخارج سلم حلزوني بعرض 2 متر يلتف حول بدن المئذنة بعكس اتجاه عقارب الساعة ويبلغ عدد درجاته 399 درجة. في أعلى القمة طبقة يسميها أهل سامراء بـ «الجاون» وهذه كان يرتقيها المؤذن ويرفع عندها الأذان.
وتقع منارة المئذنة الملوية في مدينة سامراء العراقية التي تحتوي على عدة آثار تعود لعصر حكم الدولة العباسية.

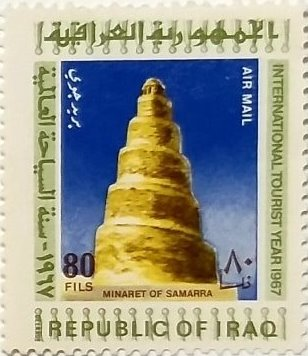
طابع بريدي عراقي فئة 80 فلسا صدر عام 1967 ضمن مجموعة سنة السياحة العالمية ويظهر فيه المئذنة الملوية في سامراء

وتظهر صورة المئذنة الملوية مرسومة على عملة فئة 250 دينار عراقي.

مشهد المنارة الملوية على عملة عراقية

## تصميمها وابعادها
تقسم الملوية إلى ثلاثة أقسام هي: القاعدة من مربعين الواحد فوق الآخر وارتفاعهما معا (4.20) م، وطول ضلع المربع الأسفل (31.5)م وهناك إفريز بارز يبلغ ارتفاعه (15) سم يمتد حول الجوانب الأربعة للقاعدة، أما المربع الثاني فهو المربع السابق مباشرة وأصغر منهُ قليلاً وأبعاده (3.60×3.40)م، وجوانب القاعدة مزخرفة بعدد من الحنايا المستطيلة المجوفة فهناك ست حنايا على الجانب الجنوبي المقابل للضلع الشمالي للجامع، وتسع حنايا على كــل جانب من الجوانب الثـــلاثة الأخـرى، ويقال عن بعض الأهالي أن أجدادهم رأوا بقايا أعمدة من الخشب على قمة الملوية المسماة بالجاون ويقال إنها سقيفة يستظل بها المؤذن وإن هناك أيضا درابزين من الخشب يمسك به الصاعد ومن الجدير بالذكر أن الناس كانوا يعتمدون حين ذاك على رؤية المؤذن على قمة الملوية لتحديد أوقات الصلاة، لأنهُ يتعذر وصول الصوت إلى مسافات بعيدة.
وإن اتجاه المسجد نحو القبلة دقيق بشكل كبير مما يعكس صورة مشرقة عن التقدم العلمي الذي كان عليهِ المسلمون آنذاك.

## ملويات حول العالم
توجد العديد من النسخ العمرانية للمئذنة الملوية في عدد من دول العالم المتنوعة و منها:
- برج مياه كيزومينامي- اليابان
بُني هذا البرج المائي الذي يبلغ ارتفاعه 129 قدمًا (47 مترًا) في عام 1999 في مدينة كيزو جنوب كيوتو ، ويحتوي على ما يكفي من المياه لإمداد 16000 شخص.
- مركز عبد الله بن زيد المحمود الثقافي الإسلامي في قطر 
المعروف بالمسجد الحلزوني. وسمي المسجد باسم الباحث الإسلامي القطري الشهير ومؤسس النظام القضائي القطري عبد الله بن زيد المحمود. أعطى هذا الاسم أمير دولة قطر لذكرى إنجازاته خلال فترة عمله كقاضي أعلى في قطر.
- مئذنة مسجد ابن طولون - القاهرة

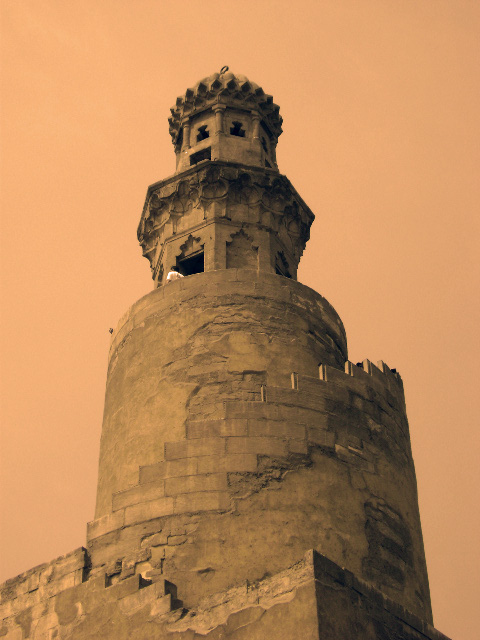
مئذنة جامع ابن طولون

القبة فوق المحراب مكونة من قاعدة مربعة من الخارج تحتوي على مجموعة من المقرنصات مكسوة بالخشب لتحويل المربع إلى شكل مثمن ثم إلى الدائرة التي ترتكز عليها القبة.

## معرض الصور

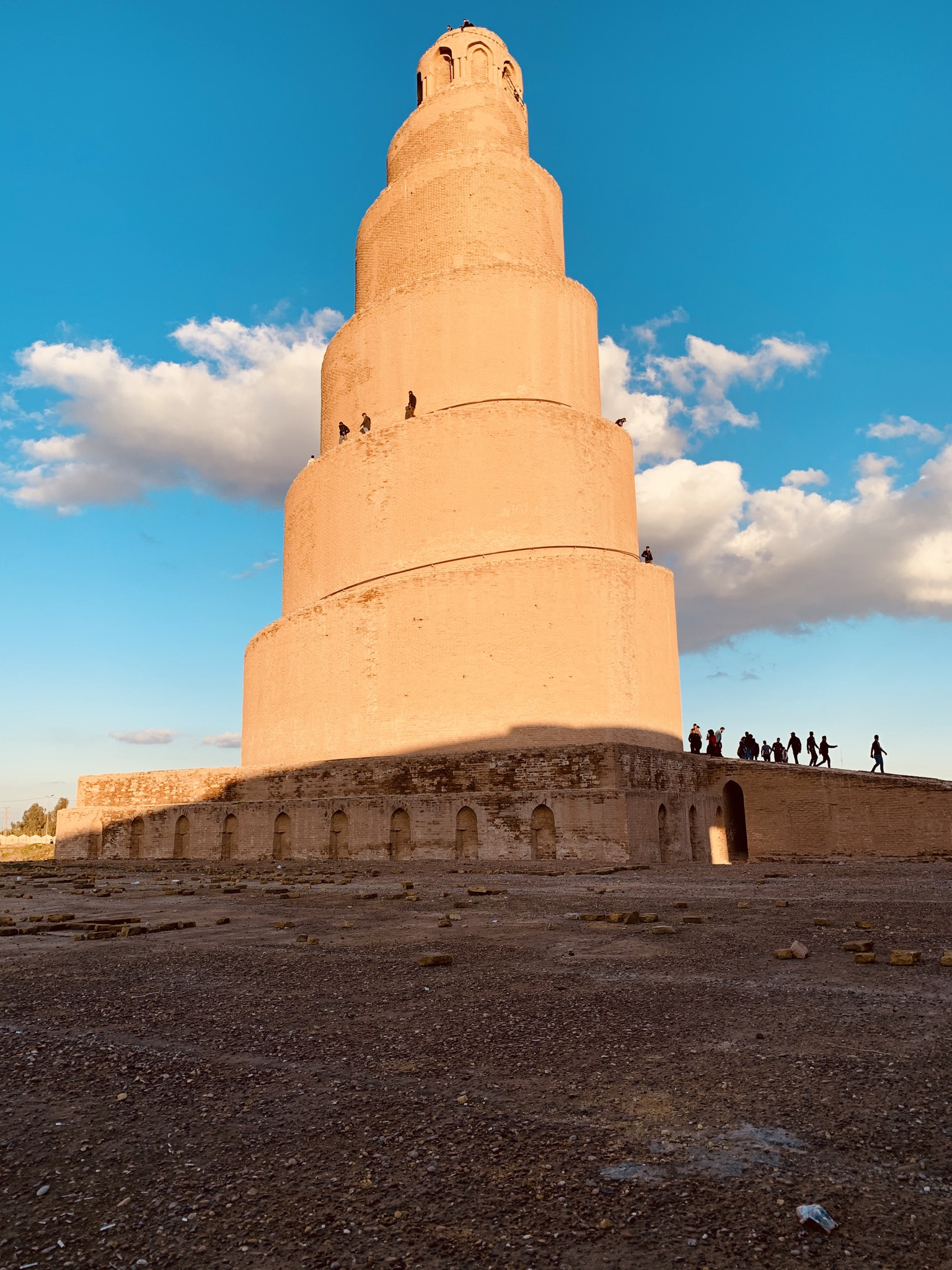
الملوية من الخارج
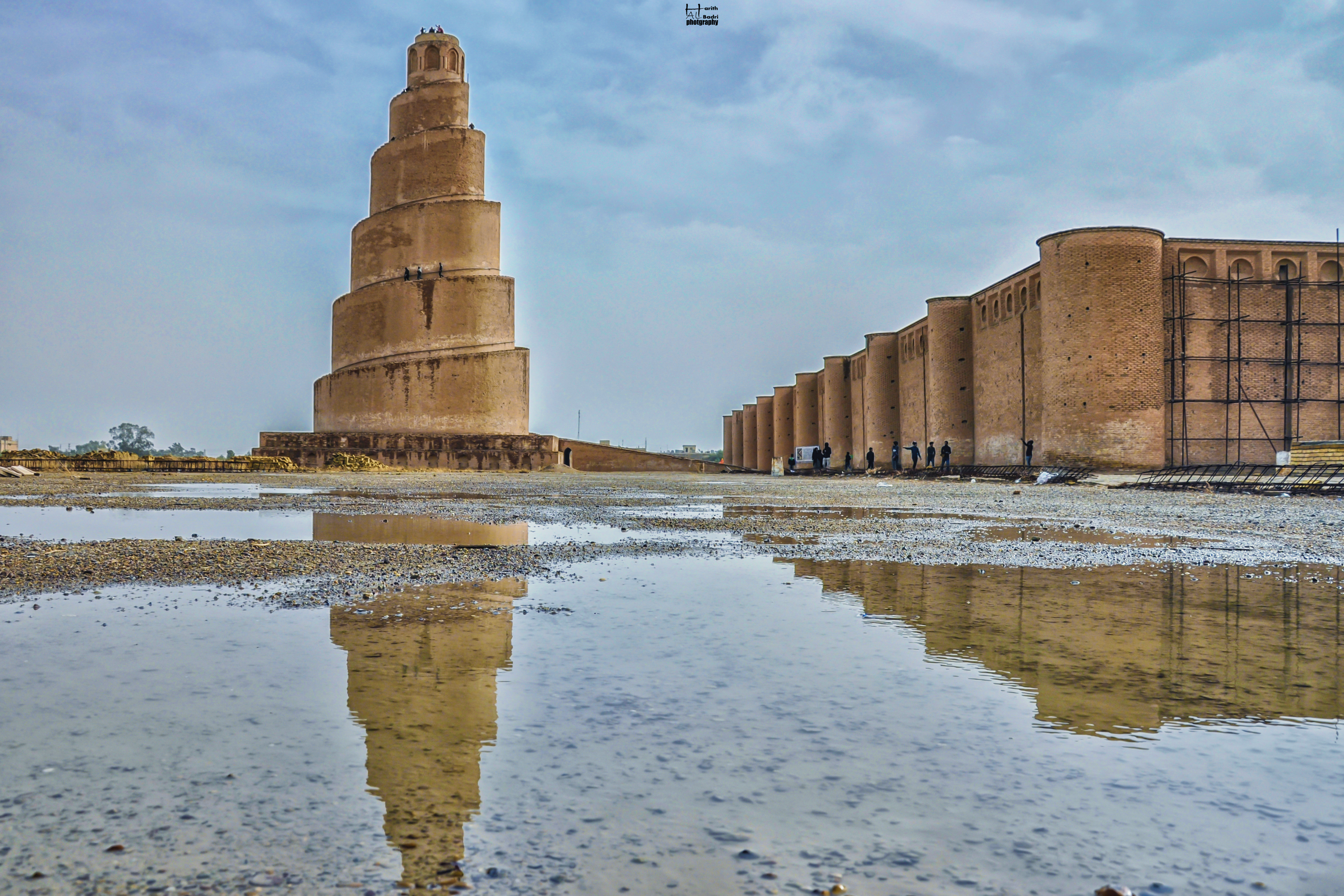
جامع ومأذنة الملوية في اجواء مطرية
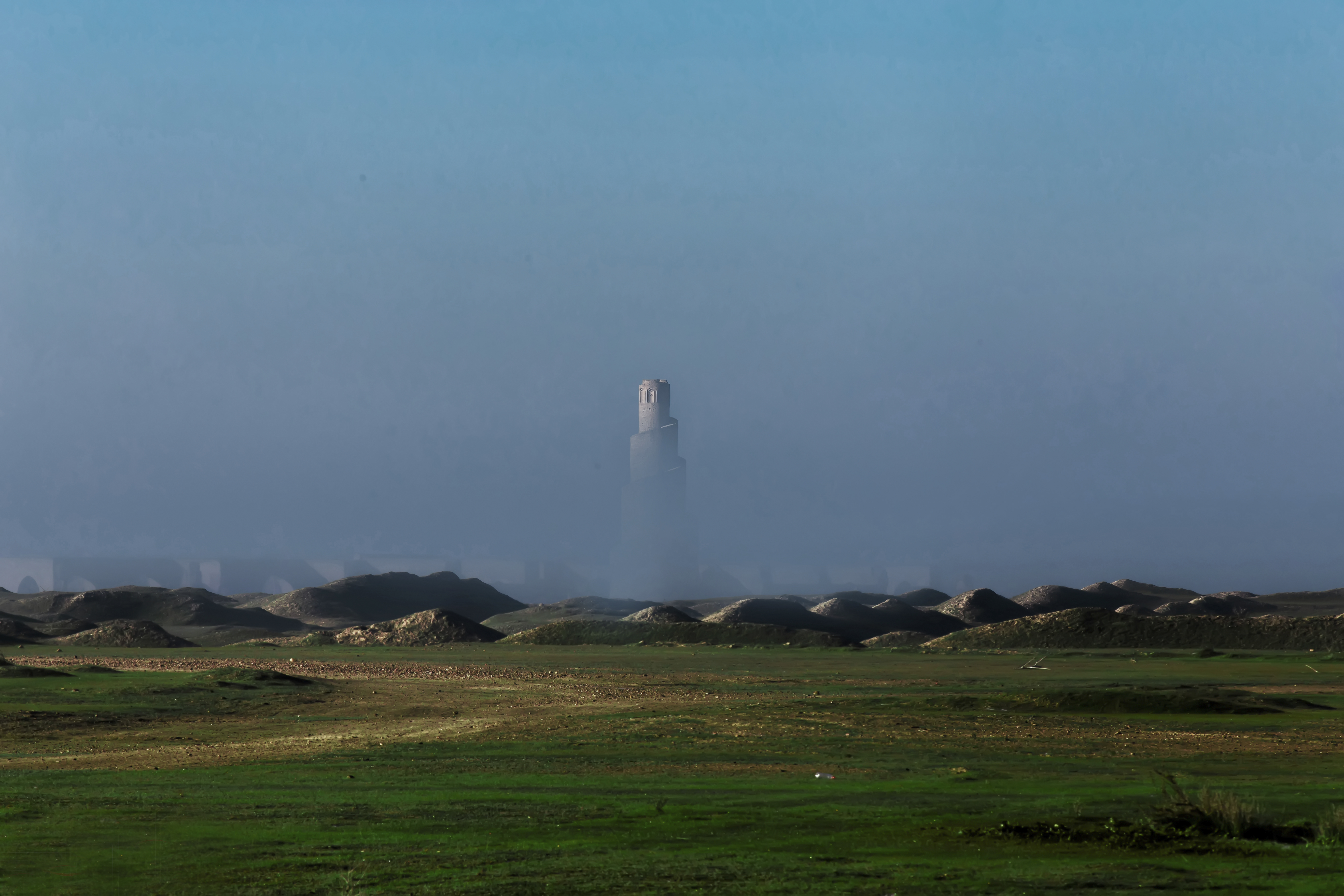
مشهد من بعيد لضباب يحيط مبنى الملوية
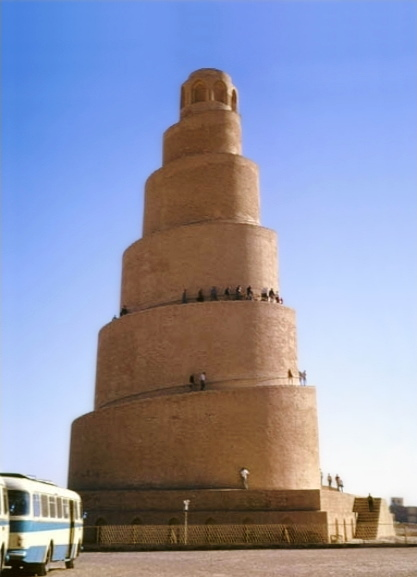
المنارة الملوية في سامراء
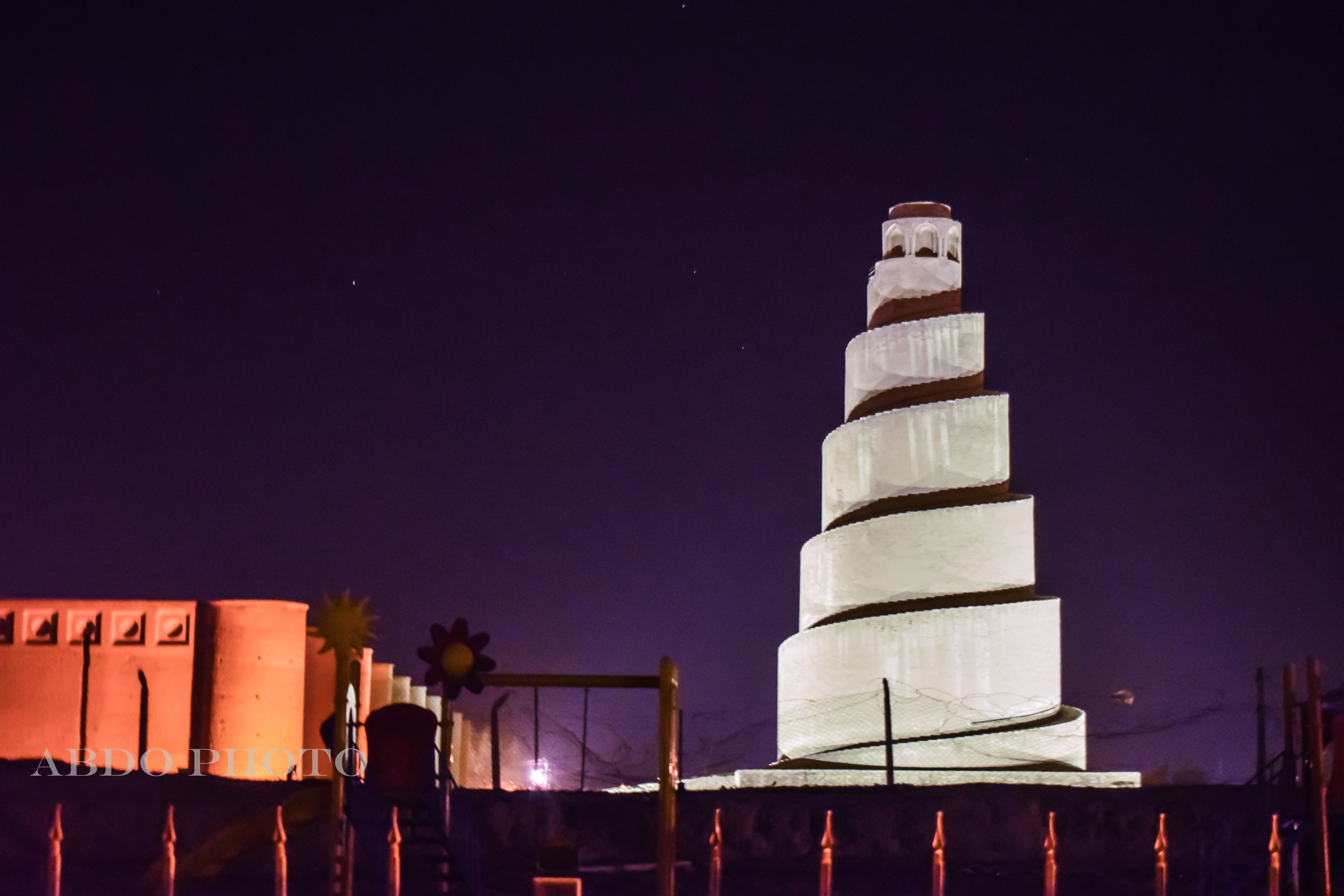
الملوية عند انارتها ليلا
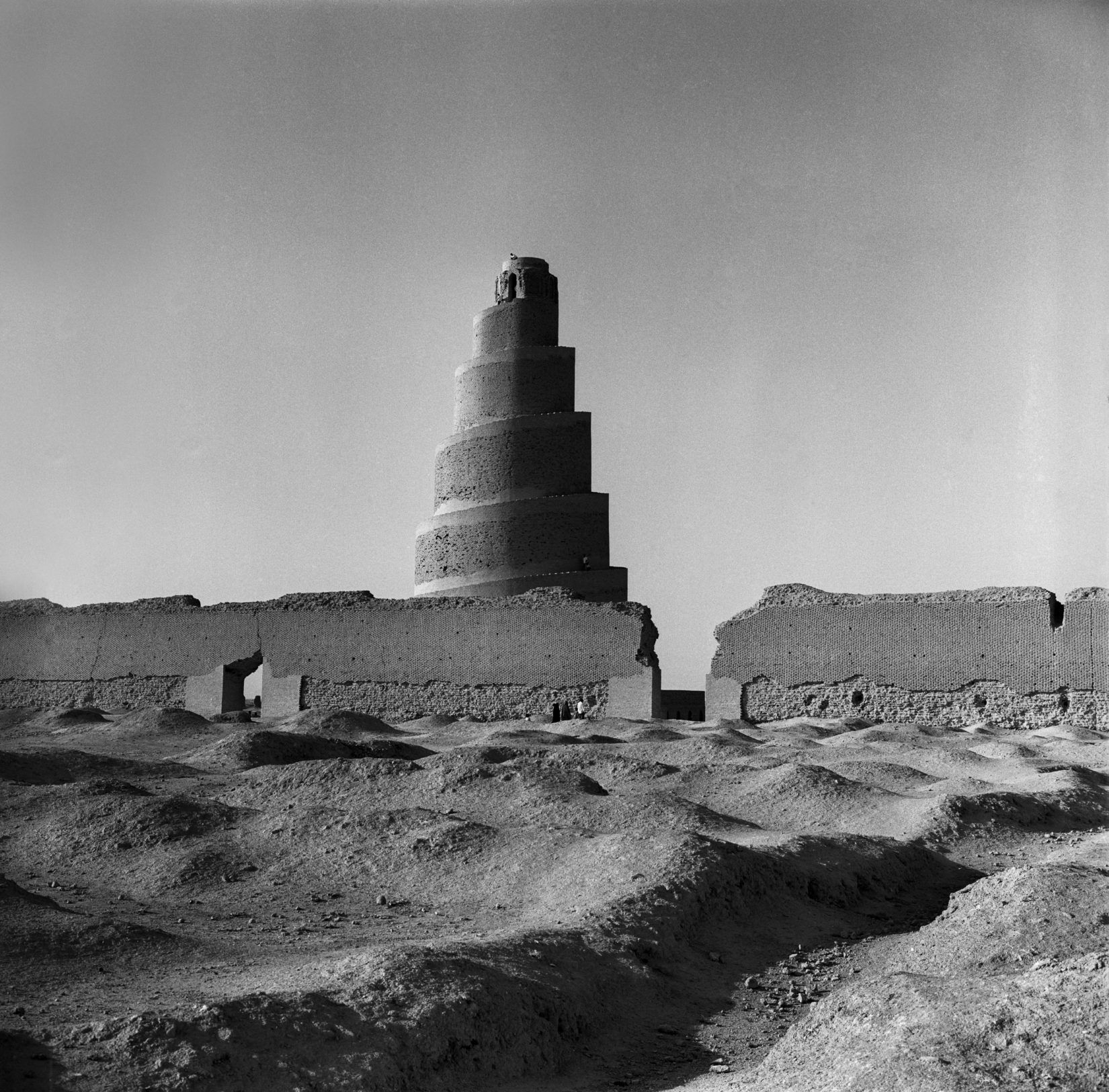
الملوية عام 1960، بعدسة لطيف العاني.
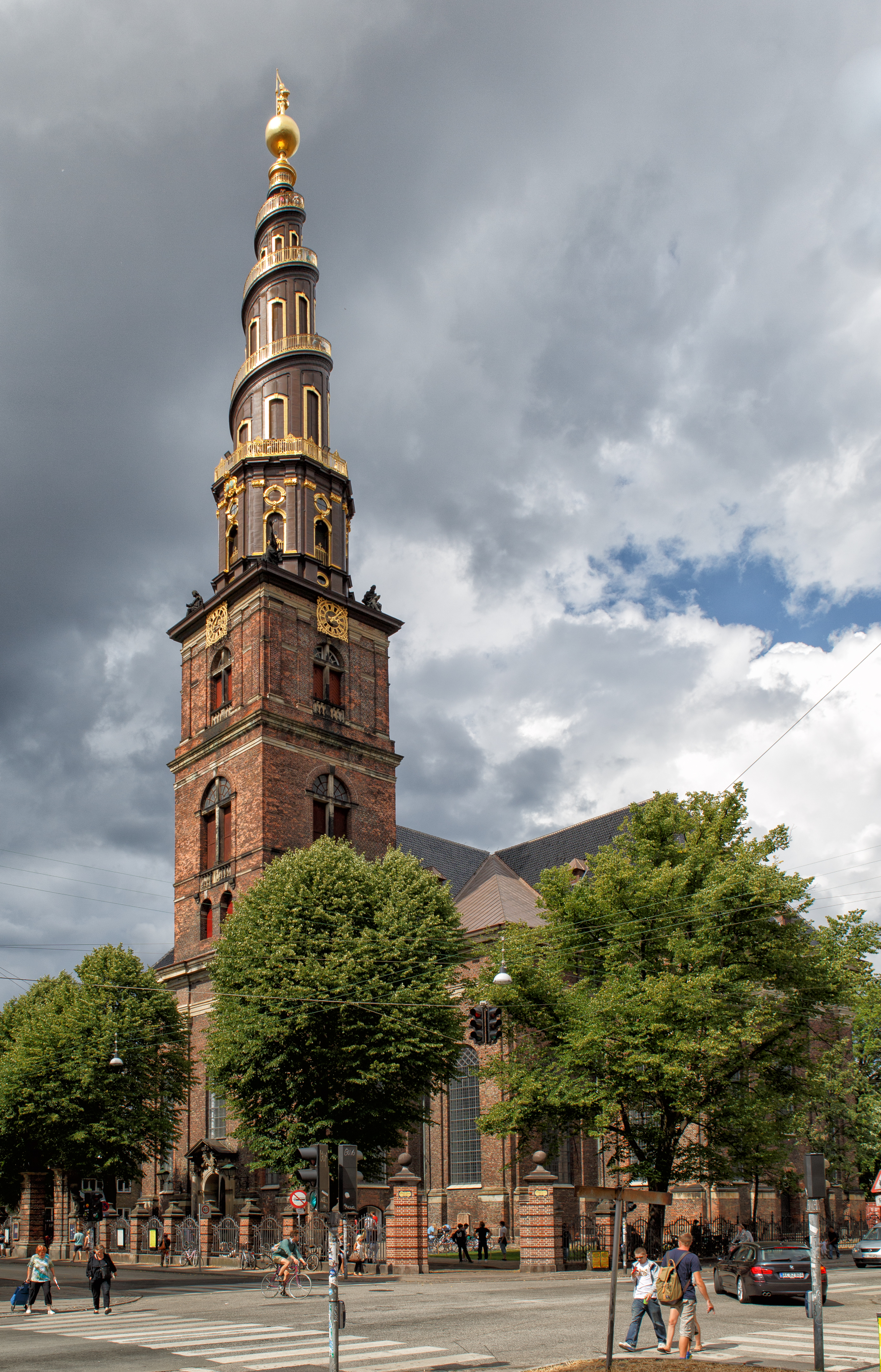
برج كنيسة المخّلص في العاصمة الدنماركية كوبنهاكن شُيدت في القرن السابع عشر

## وصلات خارجية
- ربيع القيسي، «الملوية - منارة المسجد الجامع في سامراء», مجلة «سومر». noormags.com